# Menselijk voortplantingssysteem
De menselijke voortplantingssystemen zijn respectievelijk het geheel van de vrouwelijke, en dat van de mannelijke geslachtsorganen bij de mens. Het mannelijke en het  vrouwelijke voortplantingssysteem zorgen samen voor de menselijke voortplanting.

## Mannelijk versus vrouwelijk geslachtsorgaan
In tegenstelling tot de meeste andere organen in het menselijk lichaam, verschillen de voortplantingsorganen van de twee seksen morfologisch sterk van elkaar. Deze verschillen zorgen voor diversiteit in genetisch materiaal tussen de individuen, wat weer zorgt voor een grotere kans op genetische fitness van het nageslacht.
De belangrijkste organen van het menselijke voortplantingssysteem zijn de externe genitalia (penis en vulva) en diverse interne organen, waaronder de testikels, die zaadcellen produceren. Er zijn veel verschillende voorkomende ziektes, behorende bij de voortplantingsorganen, met name seksueel overdraagbare aandoeningen. daarnaast zijn er aangeboren afwijkingen, zoals een blijvende cloaca waarbij het rectum, de vagina en de urinewegen samenkomen en samensmelten, waardoor er een enkel gemeenschappelijk kanaal ontstaat.

## Menselijke voortplanting

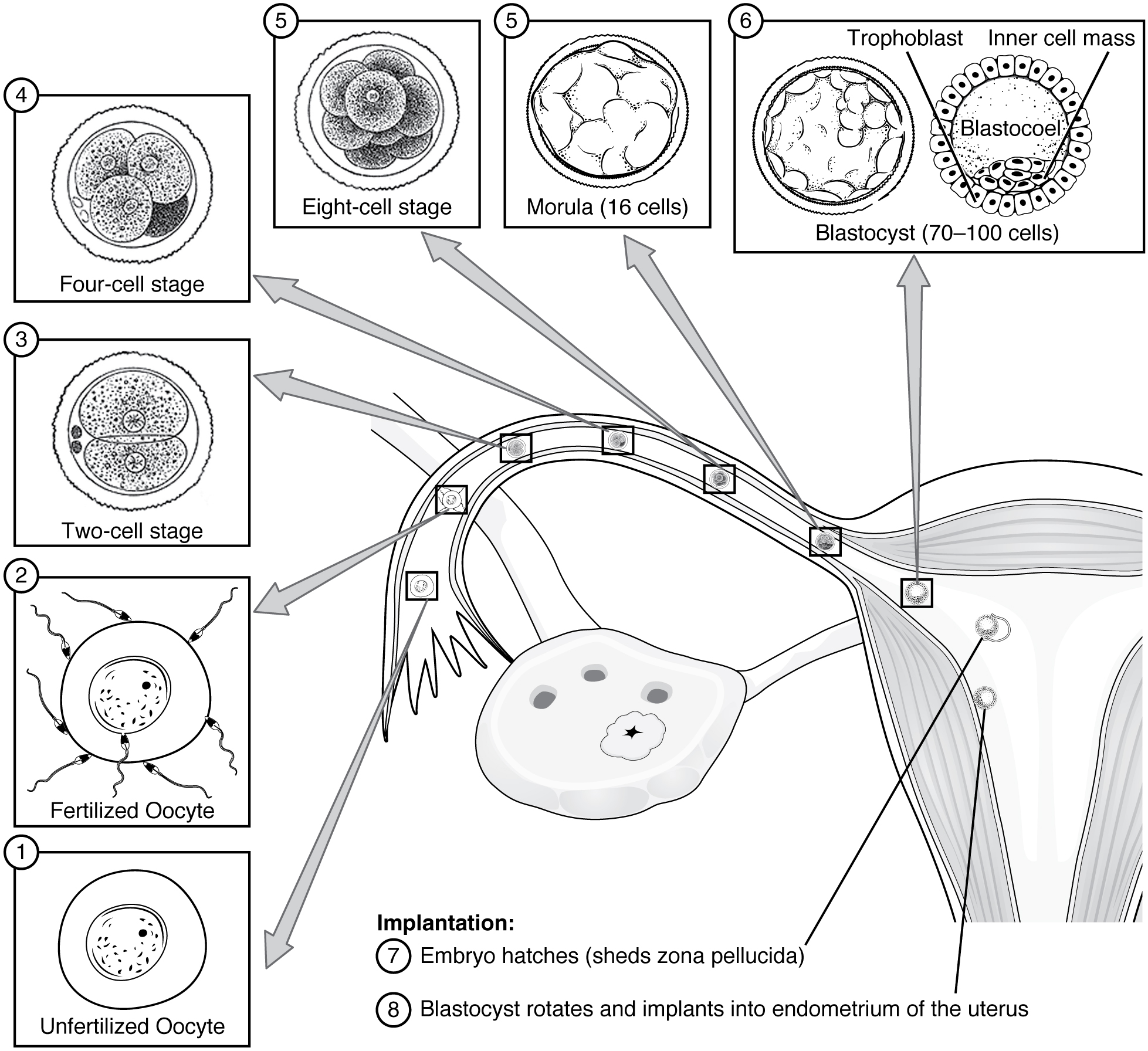
Vroege ontwikkeling van het menselijk embryo vanaf ovulatie tot en met innesteling

Menselijke voortplanting vindt plaats bij interne bevruchting, tijdens geslachtsgemeenschap. Tijdens dit proces wordt de stijve penis van de man ingebracht in de vrouwelijke vagina, totdat de man ejaculeert. Hierbij wordt het sperma in de vagina gespoten. Het sperma vindt een weg via de vagina en baarmoederhals naar de baarmoeder en vervolgens naar de eileider, voor het bevruchten van de eicel.

### Bevruchting en zwangerschap
In het geval van een succesvolle bevruchting en het vervolgens innestelen van het ei (Blastocyste), begint de groei van het embryo en de latere foetus in de baarmoeder. Dit duurt ongeveer 9 maanden of 42 weken. Deze tijd wordt de zwangerschap genoemd. De zwangerschap eindigt met de bevalling.

## Seksuele dimorfie
De mens kent een grote seksuele verscheidenheid tussen de twee seksen. Naast de verschillen tussen de voortplantingsorganen, zijn er verschillen in de vorm van seksuele differentiatie of seksuele dimorfie.  Voorbeelden zijn de verschillen in secundaire geslachtskenmerken, en in seksueel en ouderlijk gedrag.

## Mannelijk voortplantingssysteem
Het mannelijk voortplantingssysteem bestaat uit een serie van organen die zich binnen en buiten het lichaam bevinden, en rondom de pelvis, en die een bijdrage leveren aan het voortplantingsproces. De primaire directe functie van dit systeem is om de mannelijke gameten of spermatozoa aan te maken voor de bevruchting van het vrouwelijke ovum.
Belangrijke secundaire seksuele karakteristieken behelzen: grotere, gespierdere bouw, verlaagde stem, gezichts- en lichaamsbeharing, brede schouders, en de ontwikkeling van de adamsappel. Een belangrijk seksueel mannelijk hormoon is androgeen, in het bijzonder testosteron.

## Homologe organen in het menselijk voortplantingssysteem

### Lijst van homologe organen
Dit is een lijst van homologe organen in het menselijk lichaam, met name van de geslachtsorganen, die zich in een menselijk embryo onder invloed van o.a. het hormoon testosteron vanuit een dezelfde groep cellen (blastocyste) ontwikkelen tot verschillende mannelijke en vrouwelijke organen.
| Oorsprong                              | Mannelijk                                                                 | Vrouwelijk |
| -------------------------------------- | ------------------------------------------------------------------------- | --- |
| Gonade                                 | Teelbal                                                                   | Eierstok |
| Gang van Müller                        | Appendix testis                                                           | Gesteelde hydatide van Morgagni aan de eierstok                                                                                       |
| Gang van Müller                        | Prostaatkanaal                                                            | Baarmoeder (Uterus), bovenste deel vagina                                                                                             |
| Oernier (Mesonefros)                   | Paradidymis                                                               | Epoöforon, Paroöforon |
| Oernier (Mesonefros)                   | Rete testis                                                               | Rete ovarii |
| Oernier (Mesonefros)                   | Bijbal (Epididymis)                                                       | Gang van Gartner (Ductus longitudinalis epoophori)                                                                                    |
| Oernier (Mesonefros)                   | Zaadleider (Vas deferens)                                                 | |
| Oernier (Mesonefros)                   | Zaadblaasjes (Glandulae vesiculosae)                                      | |
| Sinus urogenitalis (Urogenitale holte) | Prostaat                                                                  | Para-urethrale klieren |
| Sinus urogenitalis (Urogenitale holte) | Urineblaas, urinebuis                                                     | Urineblaas, urinebuis, onderste deel vagina                                                                                           |
| Sinus urogenitalis (Urogenitale holte) | Cowperse klier                                                            | Klier van Bartholin |
| Labioscrotale plooi                    | Scrotum                                                                   | Buitenste schaamlippen (Labia majora)                                                                                                 |
| Urogenitale plooi                      | Raphe mediana van de penis Definitieve sponsachtige deel van de urinebuis | Binnenste schaamlippen (Labia minora)                                                                                                 |
| Tuberculum genitale                    | Penis                                                                     | Clitoris |
| Tuberculum genitale                    | Corpus spongiosum penis (zwellichaam van de penis)                        | Corpus cavernosum clitoridis (zwellichaam van de clitoris)                                                                            |
| Tuberculum genitale                    | Glans penis                                                               | Glans clitoridis |
| Tuberculum genitale                    | Crus penis                                                                | Crus clitoridis |
| Preputium                              | Voorhuid                                                                  | Clitorishoed |
| Buikvlies (Peritoneum)                 | Processus vaginalis                                                       | Gang van Nuck |
| Gubernaculum                           | Gubernaculum testis                                                       | Gubernaculum (zoogdier)#Vrouwelijk gubernaculum: Het ligamentum ovarii proprium (eierstokken) en het ligamentum rotundum (baarmoeder) |

### Inwendige differentiatie
Zie de drie figuren A, B en C rechts.
| A. primitieve urogenitale organen in het embryo vóór genitale verschillen.                         | B. vrouwelijk. | C. mannelijk. |
| -------------------------------------------------------------------------------------------------- | --- | --- |
| 3. Ureter                                                                                          | Ureter | Ureter |
| 4. Urineblaas                                                                                      | Urineblaas | Urineblaas |
| 5. Urachus                                                                                         | Urachus | Urachus |

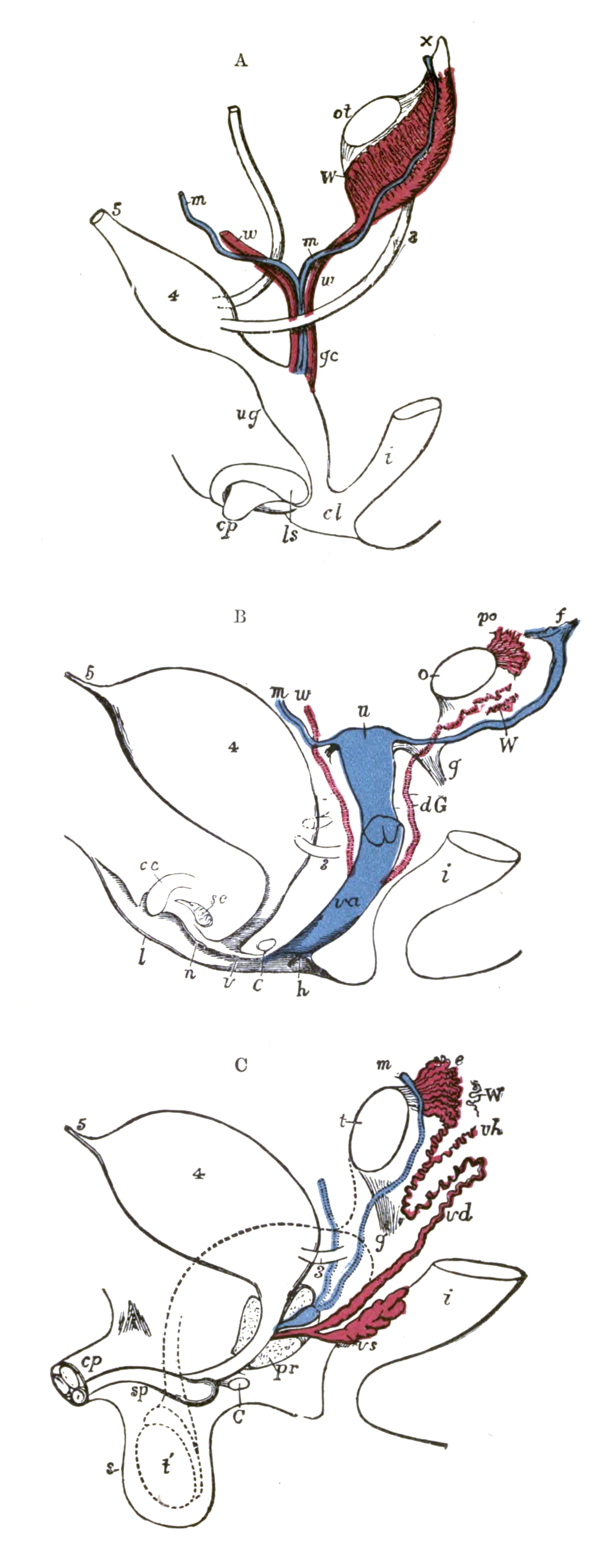
Schema's die de mannelijke en vrouwelijke ontwikkeling aangeven vanuit een gemeenschappelijk type.

| i. Onderste deel van de ingewanden                                                                 | i. Onderste deel van de ingewanden | i. Onderste deel van de ingewanden |
| cl. Cloaca                                                                                         | | |
| cp. Opbolling die zich ontwikkelt tot clitoris of penis (tuberculum genitale)                      | cc. Corpora cavernosum clitoridis | cp. Corpora cavernosum penis |
| ug. Sinus urogenitalis                                                                             | C. Klier van Bartholin met direct daarboven de urethra | C. Klier van Bartholin van één kant |
| | f. De buikopening van de linker eileider | |
| | g. ligamentum rotundum (ronde ligament, baarmoeder) | g. het gubernaculum testis |
| | h. Plaats van het hymen | |
| ls. Labioscrotale plooien                                                                          | l. Labium majus (Buitenste schaamlippen) | s. Scrotum |
| | n. Labium minus (Binnenste schaamlippen) | |
| m, m. Rechts en links de gangen van Müller samen met de gangen van Wolff in gc, de geslachtsstreng | | m. gang van Müller, het bovenste deel blijft bestaan als de hydatide van Morgagni; het onderste deel, aangegeven met een stippellijn naar de prostaat, is het soms aanwezige cornu en buis van de uterus masculinus. |
| ot. De gonadale richel waar de eierstok of teelbal wordt gevormd.                                  | o. De linker eierstok | t. Teelbal op de plaats waar deze oorspronkelijk wordt gevormd; t’, samen met de gestippelde lijn erboven geeft dit de richting aan waarin de teelbal en de bijbal afdalen in het scrotum.                           |
| | | pr. De prostaat |
| | sc. Corpus cavernosum clitoridis | sp. Corpus spongiosum penis |
| | u. Uterus. De eileider aan de rechterkant is m. | |
| | v. Vulva | |
| | va. Vagina | |
| | | vh. Ductus aberrans |
| | | vs. Zaadblaas (Vesicula seminales) |
| W. Links Oernier (mesonefros, lichaam van Wolff)                                                   | | W. verspreide resten van de oernier, bestaande uit de paradidymis (het orgaan van Giraldès of de paradidymis van Waldeyer).                                                                                          |
| w, w. Rechts en links gangen van Wolff                                                             | W. Verspreide resten van de gangen van Wolff bij het paroöforon van Waldeyer; dG. Resten van de linker gang van Wolff, deze gaan naar de gang van Gartner, aangegeven met stippellijnen; aan de rechterkant aangegeven met w. | |
| | po. Epoöforon | |

### Uitwendige differentiatie

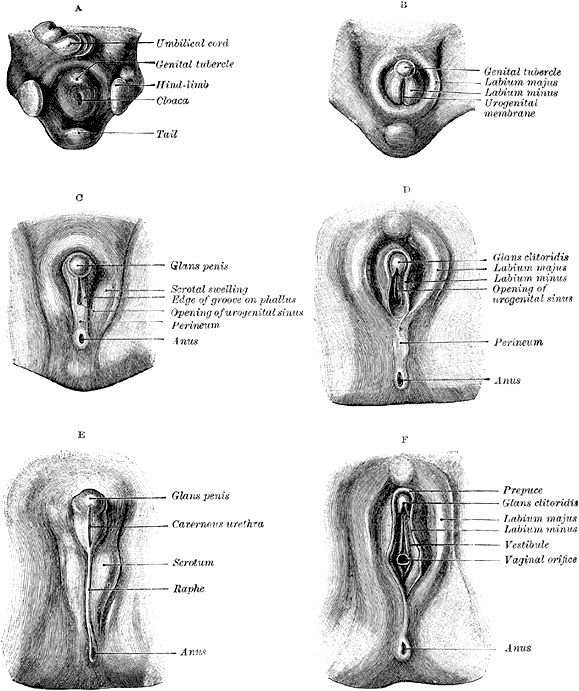
Fasen in de ontwikkeling van uitwendige organen.

Tekening rechts; fasen in de ontwikkeling van uitwendige organen:
- A: Gelijk
- B, D, F: Vrouwelijk
- C, E: Mannelijk

skelet ·  spierstelsel ·  spijsverteringsstelsel ·  ademhalingsstelsel ·  borstholte ·  urinewegstelsel ·  voortplantingssysteem ·  endocrien systeem ·  hart en vaatstelsel ·  lymfevatenstelsel ·  zenuwstelsel ·  zintuigen ·  huid